# Living In America
Living In America - to pierwszy studyjny album szwedzkiej grupy The Sounds wydany 11 listopada 2002 roku przez Warner Sweden. Nagrany w języku angielskim

## Lista utworów

### Oryginalna wersja
1. "Dance With Me" – 3:16
2. "Living in America" – 3:28
3. "Mine For Life" – 4:42
4. "Reggie" – 3:20
5. "Like a Lady" – 3:31
6. "Hit Me!" – 2:19
7. "Rock'n Roll" – 3:55
8. "Fire" – 3:17
9. "Hope You're Happy Now" – 4:06
10. "Riot" – 2:52
11. "Seven Days a Week" – 3:03

### Amerykańska wersja
1. "Seven Days a Week" – 3:01
2. "Dance With Me" – 3:14
3. "Living in America" – 3:26
4. "Hit Me!" – 2:19
5. "Mine For Life" – 4:41
6. "Rock'n Roll" – 3:52
7. "Like a Lady" – 3:29
8. "Reggie" – 3:21
9. "Fire" – 3:14
10. "Hope You're Happy Now" – 4:06
11. "Riot" – 2:57
12. "S.O.U.N.D.S." – 3:07